# Castiraga Vidardo
Castiraga Vidardo est une commune italienne d'environ 2 500 habitants, située dans la province de Lodi, en Lombardie, dans l'Italie nord-occidentale.

## Géographie
Castiraga Vidardo se trouve à peu près à 15 kilomètres au sud-ouest de Lodi, sur la route qui mène à Pavie, dont il est éloigné d'environ 30 kilomètres.
Il est proche aussi de l'autre petite ville de la province, Sant'Angelo Lodigiano.

## Histoire
Le nom de ce village est formé à partir des noms de deux quartiers parmi les plus importants de son territoire : Castiraga (en latin : Castrum regis, château du roi) et Vidardo (en latin : Vicodardum, maison de lance).
Castiraga Vidardo a été réunie, en 1869, à Marudo, puis en a de nouveau été séparée en 1902. 
Ce territoire était la propriété de l'évêque de Lodi, qui au XIIe siècle l'avait cédé à la famille Vistarini de Salerano sul Lambro, qui à son tour l'avait, par la suite, transmis aux Talenti Fiorenza. Sa dernière propriétaire fut la marquise Louise Castelli.

## Monuments
- Les deux églises paroissiales datent de 1720 (Vidardo) et du XIe siècle (Castiraga).
- La Viale Roma (avenue de Rome) est l'un des symboles du village.

## Économie
L'économie du village repose sur de petites industries artisanales, et dans les années 1960-1970 la multinationale néerlandaise Philips y avait installé l'une de ses usines. Au début du XXIe siècle, la majorité de la population travaille à Lodi et à Milan.

## Administration
| Période                                  | Période | Identité | Étiquette | Qualité |
| ---------------------------------------- | ------- | -------- | --------- | ------- |
|                                          |         |          |           |         |
| Les données manquantes sont à compléter. |         |          |           |         |

### Hameaux
Castiraga, Molino, Monte Oliveto, Pagnana, Pollarana, Vidardino.

### Communes limitrophes
Salerano sul Lambro, Borgo San Giovanni, Caselle Lurani, Marudo et Sant'Angelo Lodigiano.